# Parròquia de la Mare de Déu de Gràcia
La parròquia de la Mare de Déu de Gràcia és una parròquia de Sabadell situada al carrer de Fiveller, 84, al barri de Gràcia El rector és el mossèn Francesc Xavier Farrés Llúcia.
Des de mitjan segle xx, la parròquia de la Mare de Déu de Gràcia ha estat un punt de trobada per a colles d'amics, les quals sempre han organitzat trobades i excursions.
El 8 de setembre de 2009, durant la Festa Major de Gràcia, es va fer una exposició de fotografia al Centre Cívic del barri amb motiu del 75è aniversari de la parròquia de la Mare de Déu de Gràcia.